# Souro Pires
Souro Pires ist eine Gemeinde (Freguesia) im portugiesischen Kreis Pinhel. In ihr leben 473 Einwohner (Stand 19. April 2021).